# هنري لوندي
هنري لوندي (بالإنجليزية: Henry Lundy)‏ مواليد 3 يناير 1984 في فيلادلفيا، هو ملاكم محترف أمريكي يصنف ضمن فئة وزن خفيف الوسط بدأ مسيرته الاحترافية سنة 2006.

## إحصائيات
خاض خلال مسيرته 33 نزالا، فاز في 26 وتعادل في 1 وخسر في 6. فاز بالضربة القاضية في 13 نزالا.

## روابط خارجية
- هنري لوندي على موقع بوكس ريك (الإنجليزية) (registration required)